# Cyril Fähndrich
Cyril Fähndrich (27 de septiembre de 1999) es un deportista suizo que compite en esquí de fondo. Su hermana Nadine compte en el mismo deporte.
Ganó una medalla de plata en el Campeonato Mundial de Esquí Nórdico de 2025, en la prueba de relevo.

## Palmarés internacional
| Campeonato Mundial | Campeonato Mundial  | Campeonato Mundial | Campeonato Mundial |
| Año                | Lugar               | Medalla            | Prueba             |
| ------------------ | ------------------- | ------------------ | ------------------ |
| 2025               | Trondheim (Noruega) | Medalla de plata   | Relevo 4 × 7,5 km  |